# Колосков Микола Васильович
Мико́ла Васи́льович Колоско́в (30 листопада 1914, село Вічний Хутір, тепер Духовницького району Саратовської області, Російська Федерація — січень 1981, місто Ульяновськ, тепер Російська Федерація) — радянський партійний діяч, секретар Ізмаїльського обласного комітету КП(б)У, секретар Томського обласного комітету КПРС.

## Біографія
Трудову діяльність розпочав із шістнадцятирічного віку.
З 1933 по 1940 рік перебував на радянській і комсомольській роботі в Саратовській області РРФСР.
Член ВКП(б) з 1939 року.
У 1941—1943 роках — завідувач відділу, 2-й секретар, 1-й секретар районного комітету ВКП(б) у Новосибірській області.
У 1943—1945 роках — 1-й секретар Томського районного комітету ВКП(б) Томської області.
У 1946 році закінчив Вищу партійну школу при ЦК ВКП(б) у Москві.
У 1946 — січні 1948 року — заступник завідувача відділу пропаганди і агітації Ізмаїльського обласного комітету КП(б)У.
У січні 1948 — вересні 1952 року — секретар Ізмаїльського обласного комітету КП(б)У із пропаганди та агітації.
У 1952—1959 роках — секретар Томського обласного комітету КПРС з питань ідеології, завідувач відділу пропаганди і агітації Томського обласного комітету КПРС.
У 1959 році через стан здоров'я переїхав до Ульяновської області.
У 1959—1969 роках перебував на партійній роботі, працював керівником лекторської групи, заступником завідувача відділу пропаганди і агітації Ульяновського обласного комітету КПРС, заступником завідувача Будинку політичної освіти Ульяновського обласного комітету КПРС.
Потім — персональний пенсіонер союзного значення в Ульяновську.
Помер у січні 1981 року після важкої тривалої хвороби в місті Ульяновську.

## Нагороди
- два ордени «Знак Пошани» (23.01.1948)
- шість медалей